# 纽马克特 (昆士兰州)

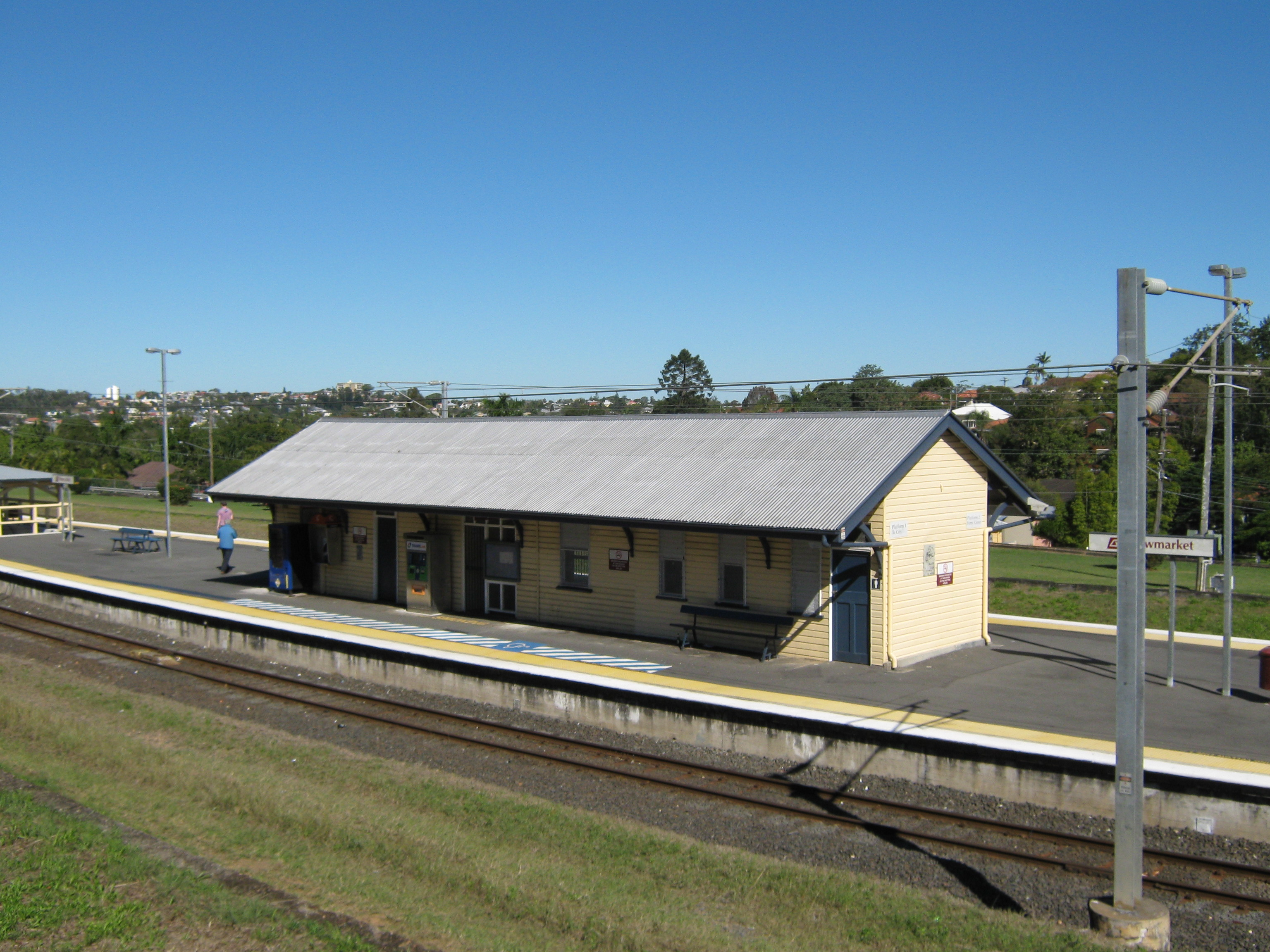
纽马克特火车站

纽马克特是澳大利亚昆士兰布里斯班西北的一个近郊区。它离布里斯班中心商业区大概有5公里远。
纽马克特是一个老的，多由住宅区构成的郊区，包括二战前和二战后的许多建筑，有很多典型昆士兰风格的房屋。最近几年来，许多中密度的街区也在此开始了建设。